# Santa Bàrbara de Larén
Santa Bàrbara de Larén és una ermita situada a prop del poble de Larén dins del terme municipal de Senterada, a la comarca del Pallars Jussà, protegida com a Bé Cultural d'Interès Local.
Se situa al cim d'un turó de vora 1.590 m.s.n.m., que domina el serrat de l'Aire de Castell-estaó i des d'on hi ha unes vistes excel·lents de les muntanyes que envolten la Vall Fosca.
Apareix citada per Pascual Madoz el 1847, cosa que ens permet situar la seua construcció abans d'eixa data.

## Descripció
L'ermita de Santa Bàrbara és un edifici de planta rectangular amb parets atalussades. La façana principal, orientada a sud, presenta al centre la porta d'arc escarser amb una finestra en espitllera a cada costat. La part exterior dels murs es resol amb un sòcol pintat de gris de textura rugosa i la resta de les parets emblanquinades. Per sobre de la porta hi ha incrustada una pedra antiga, força malmesa, amb forma arrodonida a la part superior i sembla que està dividida en tres arquets. S'hi pot llegir la inscripció: Santa Bàrbara. Es tracta, d'elements aprofitats d'una antiga capella.
La coberta, feta de ciment i pintada de vermell per fora, té forma parabòlica.

## Història
L'interior és molt auster. A la capçalera, orientada a nord, hi ha una fornícula amb la imatge de Santa Bàrbara i l'altar massís d'obra amb una forma concava pels costats. El paviment està format per lloses de pedra irregulars. Les parets estan pintades de blanc. Es poden veure esquerdes.